# Badu Crabili
Il Badu Crabili è un fiume di 11 km che scorre a Valledoria, in Sardegna.

## Corso del fiume
Nasce a 693 m sul monte Litigheddu e sfocia nel Coghinas.